# Цај Бингжунг
Цај Бингжунг (кин: 蔡秉融, пинјин: Cài Bǐng-róng; 17. децембар 1996) тајвански је пливач чија специјалност су трке прсним стилом.
Представљао је Кинески Тајпеј на светском првенству у корејском Квангџуу 2019. где је наступио у квалификацијама трке на 200 прсно  које је окончао на укупно 37. месту. Годину дана раније такмичио се и на светском првенству у малим базенима у кинеском Хангџоуу.